# Hugh Latimer Dryden

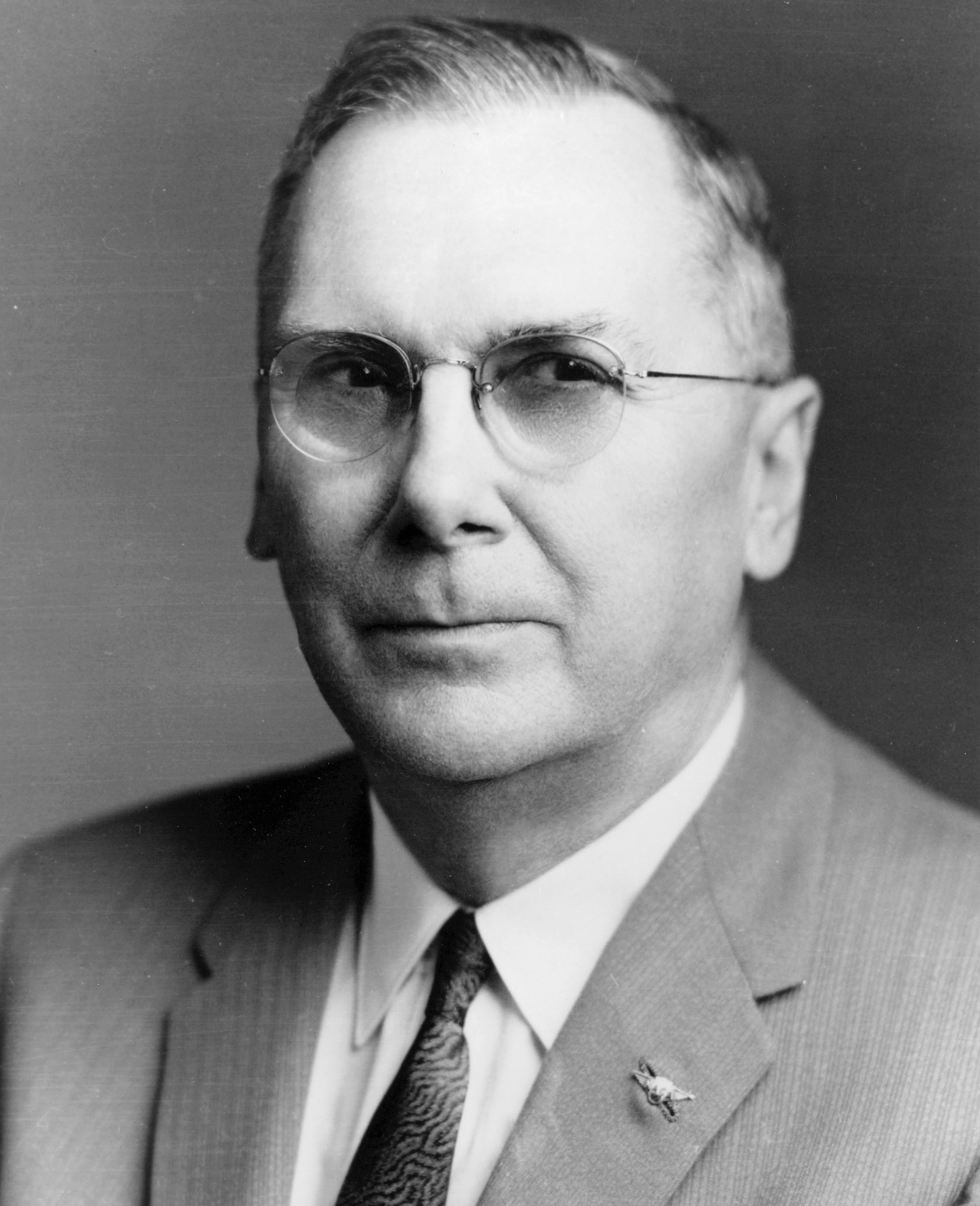
Dr. Hugh L. Dryden

Hugh Latimer Dryden (* 2. Juli 1898 in Pocomoke City, Maryland; † 2. Dezember 1965) war ein US-amerikanischer Wissenschaftler und Wissenschaftsadministrator.

## Leben
Dryden studierte Physik an der Johns-Hopkins-Universität. Das Thema seiner Dissertation aus dem Jahr 1916 war Airplanes: An Introduction to the Physical Principles Embodied in their Use.
Im Jahr 1918 wurde Dryden Mitarbeiter des National Institute of Standards and Technology, wo er im Jahr 1920 Abteilungsleiter wurde. Er arbeitete vor allem auf dem Gebiet der Aerodynamik. Während des Zweiten Weltkriegs war er an der Entwicklung des Jagdflugzeugs North American P-51 und der Gleitbombe SWOD MK 9 „Bat“ beteiligt.
Im Jahr 1946 wurde Dryden zum Direktor der Behörde National Advisory Committee for Aeronautics (NACA), aus der im Jahr 1958 NASA wurde. Dort war er vom 19. August 1958 bis zu seinem Tod am 2. Dezember 1965 als Deputy Administrator tätig.
Von 1941 bis 1956 war Dryden nebenberuflich Redakteur der Zeitschrift Journal of the Institute of the Aeronautical Sciences.
Nach Hugh Dryden wurde ein Einschlagkrater auf dem Mond mit einem Durchmesser von ca. 51 km benannt und am 26. März 1976 das NASA Flight Research Center zu seinen Ehren in Dryden Flight Research Center umbenannt.
Er erhielt die Medal for Merit, ehemals die höchste zivile Auszeichnung der USA. 1944 wurde er zum Mitglied der National Academy of Sciences gewählt. 1950 wurde er in die American Philosophical Society, 1958 in die American Academy of Arts and Sciences und 1959 in die Académie des sciences in Paris aufgenommen. 1964 wurde er zum Mitglied der National Academy of Engineering gewählt. Seit 1926 war er Fellow der American Physical Society. Postum wurde ihm 1966 vom US-Präsidenten die National Medal of Science verliehen.